# Villa Torlonia (Rom)

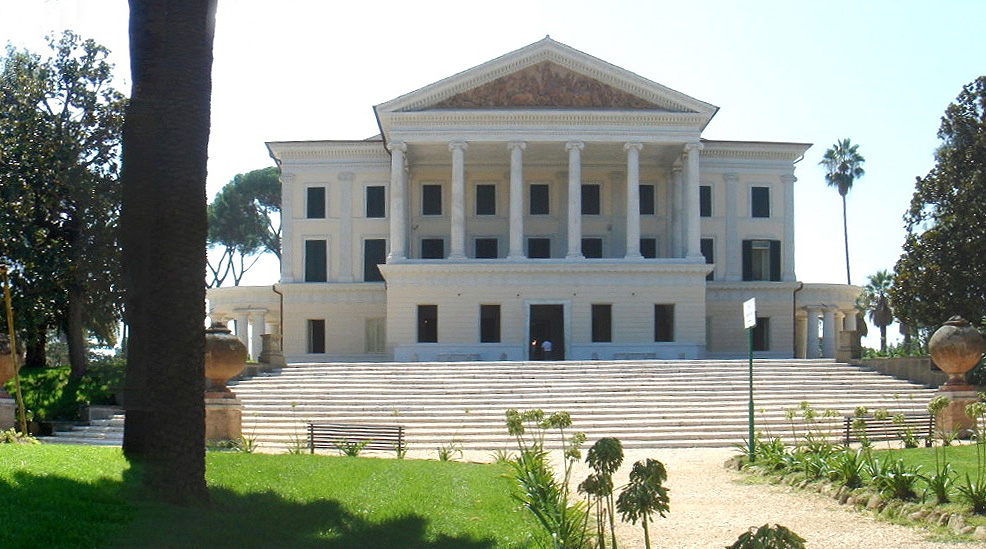
Park und Vorderfront des Casino Nobile

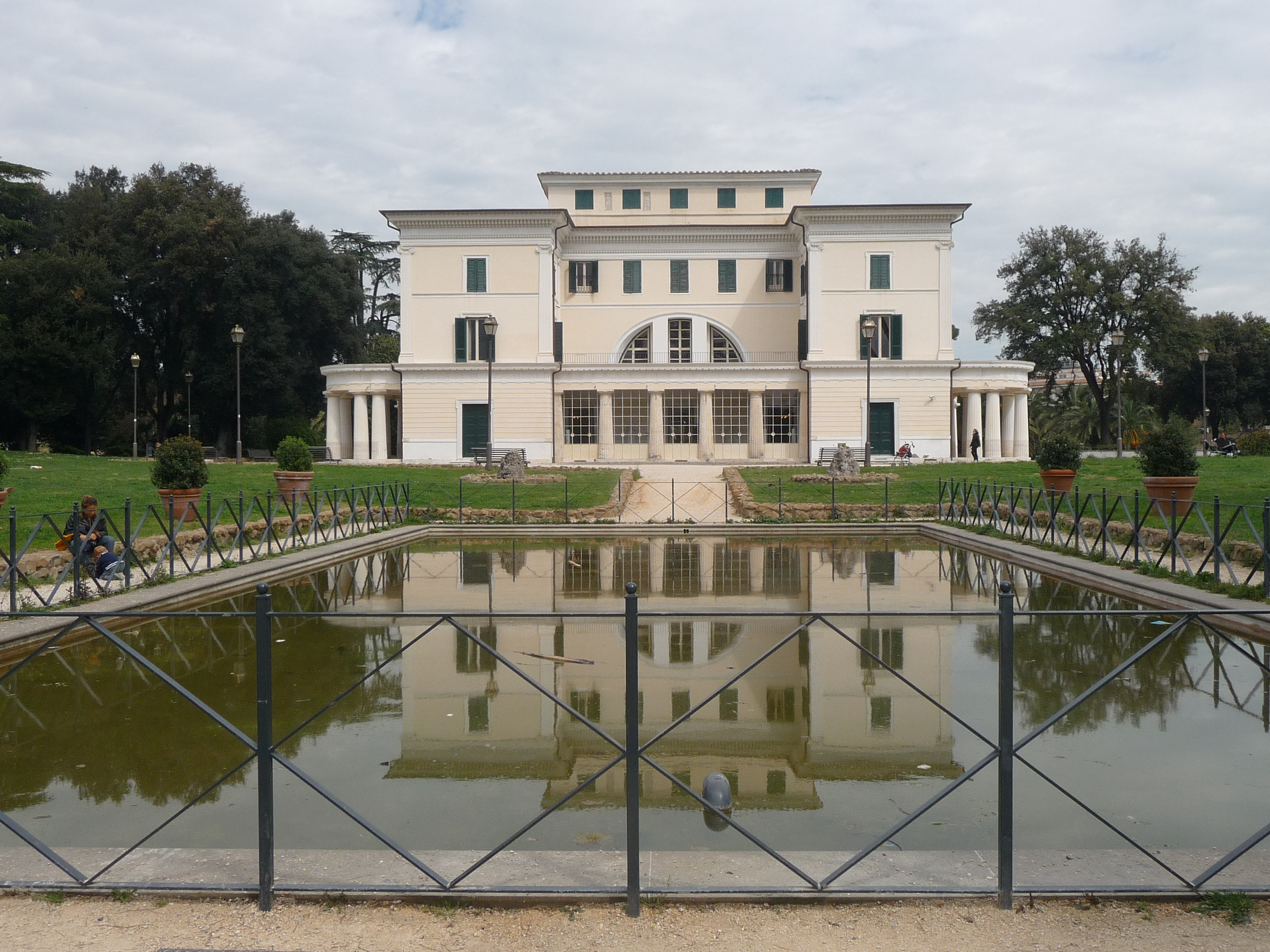
Rückseite des Casino Nobile

Die Villa Torlonia ist ein öffentlicher Park um ein Herrenhaus in Rom. Er liegt außerhalb der römischen Stadtmauer im Quartier Nomentano und befindet sich an der Via Nomentana.

## Geschichte
Das Gelände der Villa Torlonia war ursprünglich ein überwiegend landwirtschaftlich genutztes Anwesen der Familie Pamphilj und ging 1760 an die Familie Colonna. Der Bankier Giovanni Torlonia (1754–1829) erwarb das Gelände 1797 und ließ es ab 1802 zu einem standesgemäßen Adelssitz ausbauen. Er beauftragte den renommierten Architekten Giuseppe Valadier mit der Neugestaltung der Anlage: Das Casino Nobile wurde 1802 bis 1806 zu einem repräsentativen Herrenhaus ausgebaut und auch das Nebengebäude Casino di Principe mehrfach neu gestaltet. Valadier legte auch das Wegenetz des Parks um das Hauptgebäude an und sorgte für die Ausstattung des Parks mit Skulpturen.
Nach dem Tod Giovannis ließ sein Sohn Alessandro Torlonia ab 1838 die Anlage aufwerten. In seinem Auftrag monumentalisierte der Maler und Architekt Giovan Battisti Caretti das Casino Nobile durch einen klassizistischen „Pronaos“ vor der Hauptfassade, einer das zweite und dritte Geschoss überspannenden kolossalen Säulenvorhalle mit ionischen Säulen unter einem gewaltigen Dreiecksgiebel.
Caretti errichtete auch zahlreiche Kleinarchitekturen und Staffagebauten im Park, überwiegend in der Umgebung des Haupthauses. Er vollendete die bereits 1762 von Ignazio Muratori unter den Colonna begonnenen, aber nie fertiggestellten künstlichen Ruinen und errichtete die Ruine eines Saturn-Tempels sowie die Brunnenanlage Tribuna con Fontana. Drei weitere Werke Carettis sind nicht erhalten: ein Amphitheater vor der Hauptfassade des Casino Nobile, ein Kaffeehaus und die Kapelle Sant’Alessandro, die 1903 abgerissen wurde.
Der Architekt Giuseppe Jappelli gestaltete vor allem den Südteils des Parkes neu im englischen Stil als Landschaftsgarten mit einem mittelalterlichen Turnierplatz in der Mitte des Parkes. Er errichtete in der Südost-Ecke des Parkes den Komplex der Serra Moresca, eines aufwendig gestalteten Gewächshauses mit großen Fenstern aus farbigem Glas samt angegliedertem Turmhaus, beides im „maurischen Stil“, sowie einer Grotte  (Ninphae Loci, Ort der Nymphen). Von Jappelli stammt auch die Casina delle Civette (Haus der Eulen, nach den zahlreichen Eulen-Dekorationen), die er 1840 im Stil eines schweizerischen Chalet hinter einem künstliche Hügel errichtete, der das Gebäude vom Haupthaus trennt. Von 1908 bis 1938 diente sie als Wohnsitz Giovanni Torlonias (1873–1938), eines Enkels Alessandros, und wurde durch ihn tiefgreifend umgestaltet.
Zwei weitere, ursprünglich bereits von Japinelli vorgesehene Gebäude wurden durch Quintiliano Raimondi nach der Heirat von Alessandro Torlonia und Teresa Colonna 1840 errichtet, sie tragen die Wappen der beiden Familien: ein zentral im Park gelegenes Theater in der Tradition eines Hoftheaters, 1841 begonnen und nach Raimondis Tod 1848 erst 1874 fertiggestellt, und etwas westlich davon die Limonaia, eine Orangerie für die Zitruspflanzen und nicht winterfesten exotischen Zierpflanzen des Parks. Ein kleiner Anbau der Orangerie musste 1907 weichen, um Platz für den Villino Medioevale zu schaffen, eine große Villa in „mittelalterlicher“ Formensprache direkt südlich angrenzend an die Limonaia. Sie wurde nach dem Tod der Tochter Alessandros, Anna Maria Torlonia, im Jahr 1901 nach Plänen von Enrico Gennari 1906 bis 1907 für ihren hinterbliebenen Ehemann Giulio Borghese Torlonia errichtet.
1919 wurden im Nordwesten des Geländes jüdische Katakomben aus dem 3. und 4. Jahrhundert nach Christus entdeckt.
Nach einer Zeit längeren Leerstands war die Villa von 1925 bis 1943 die offizielle Residenz Benito Mussolinis, der einen symbolischen Pachtbetrag von einer Lira pro Jahr bezahlte. Unter Mussolini wurde unter dem Parkgelände eine private Bunkeranlage zum Schutz gegen potentielle Luftangriffe gebaut, die seit 2014 öffentlich zugänglich ist.
In der Nachkriegszeit verfielen die Gebäude und der Park verkam. 1978 wurde die Villa Torlonia von der Stadt Rom gekauft und in einen öffentlichen Park umgewandelt. Trotz umfangreicher, gegenwärtig durchgeführter Baumaßnahmen befinden sich einige Gebäude auf dem Gelände der Villa Torlonia in einem baufälligen Zustand.
Am Ostersonntag 2008 wurden größere Teile des alten Baumbestandes durch einen Sturm zerstört.
Bereits seit 1997 existieren Planungen für ein Schoa-Museum in städtischer Trägerschaft in unmittelbarer Nähe zum Park. Nach mehreren Anläufen und zahllosen Verzögerungen wurde im September 2021 mit dem Bau des Museums zwischen der Casina delle Civette und der Via Alessandro Torlonia begonnen, die Arbeiten sollen in drei Jahren abgeschlossen werden. Das Museum entsteht in der Form eines monumentalen schwarzen Kubus, auf dem die Namen von 2000 römischen Juden verzeichnet sind, die unter der deutschen Besatzung ab 1943 in das Konzentrationslager Auschwitz-Birkenau deportiert wurden; ein Empfangsgebäude vervollständigt die Anlage.

## Die Parkanlage
Der Park der Villa Torlonia erstreckt sich über eine Fläche von 13 Hektar, enthält zwei kleine Seen, eine Ilex-Allee sowie eine reiche Anzahl einheimischer und exotischer Gehölze, wie Koniferen, Palmen,  immergrüne Laubbäume und Obstbäume.
Dekoriert ist der Park mit  Gartenplastiken, wie Skulpturen, Vasen, Säulen, Obelisken, Sphingen und Gartenpavillons.

## Bauten in der Villa Torlonia
- Casino nobile, erbaut von Giuseppe Valadier zwischen 1802 und 1806, ab 1832 durch Giovan Battista Caretti monumental umgebaut und erweitert. Mussolini ließ, als er hier residierte, zwei unterirdische Bunker anlegen. Das Haus wurde in ein Museum umgewandelt, die meisten Räume sind zugänglich.
- Casino dei principi, erbaut 1835 bis 1840. Museum mit rund 50 Statuen von der Antike bis zum Jugendstil.
- Tempel des Saturn, erbaut zwischen 1836 und 1838 von Giovan Battista Caretti als antike Tempelruine. Vorbild war der Aeskulaptempel der Villa Borghese. Der Tempel besteht nur aus dem Pronaos mit vier dorischen Säulen und Dreiecksgiebel mit einem Giebelrelief aus Terracotta von Vincenzo Gajassi. Dargestellt ist ein Saturnus, der römische Gott des Ackerbaus und der Aussaat.[8]
- Theater[9]
- Turnierfeld (Campo da tornei), eine Art Sportplatz, der von Jappelli in Bezügen auf mittelalterliche Turnierplätze und Ariosts Heldenepos Orlando furioso angelegt wurde. Das Feld befindet sich zwischen dem Theater und dem maurischen Gewächshaus. Die an mittelalterlichen Turnierplätzen orientierten Begleitbauten für die Zuschauer sind nicht mehr vorhanden. Als Mussolini hier Hausherr war, diente das Feld als Tennisplatz.[10][9]
- Serra Moresca, Gewächshaus im maurischen Stil
- Casina delle Civette, ein eklektizistisches Bauwerk, das viele einschneidende Umgestaltungen erfahren hat. Geplant und errichtet wurde es 1840 von dem Architekten G. Jappelli als Haus im Schweizer Stil, zwischen 1908 und 1913 von dem Architekten Gennai gründlich umgestaltet, um dem Haus ein mittelalterliches Aussehen zu verleihen. Die Inneneinrichtung – Böden, Fenster, Türen, Treppen, Mobiliar – wurde zwischen 1916 und 1920 vollständig im Stil des Art Nouveau gestaltet; beteiligt waren die Künstler D. Cambellotti, P. Paschetto, U. Bottazzi und V. Grassi. Während der amerikanischen Besatzung von 1944 bis 1947 erlitt das Haus schwere Schäden, ab 1978 wurde es im Auftrag der römischen Stadtverwaltung saniert. Heute beherbergt es ein Museum für Jugendstil-Glaskunst, in dem in Wechselausstellungen auch Arbeiten zeitgenössischer Glaskünstler gezeigt werden.
- künstliche Ruinen

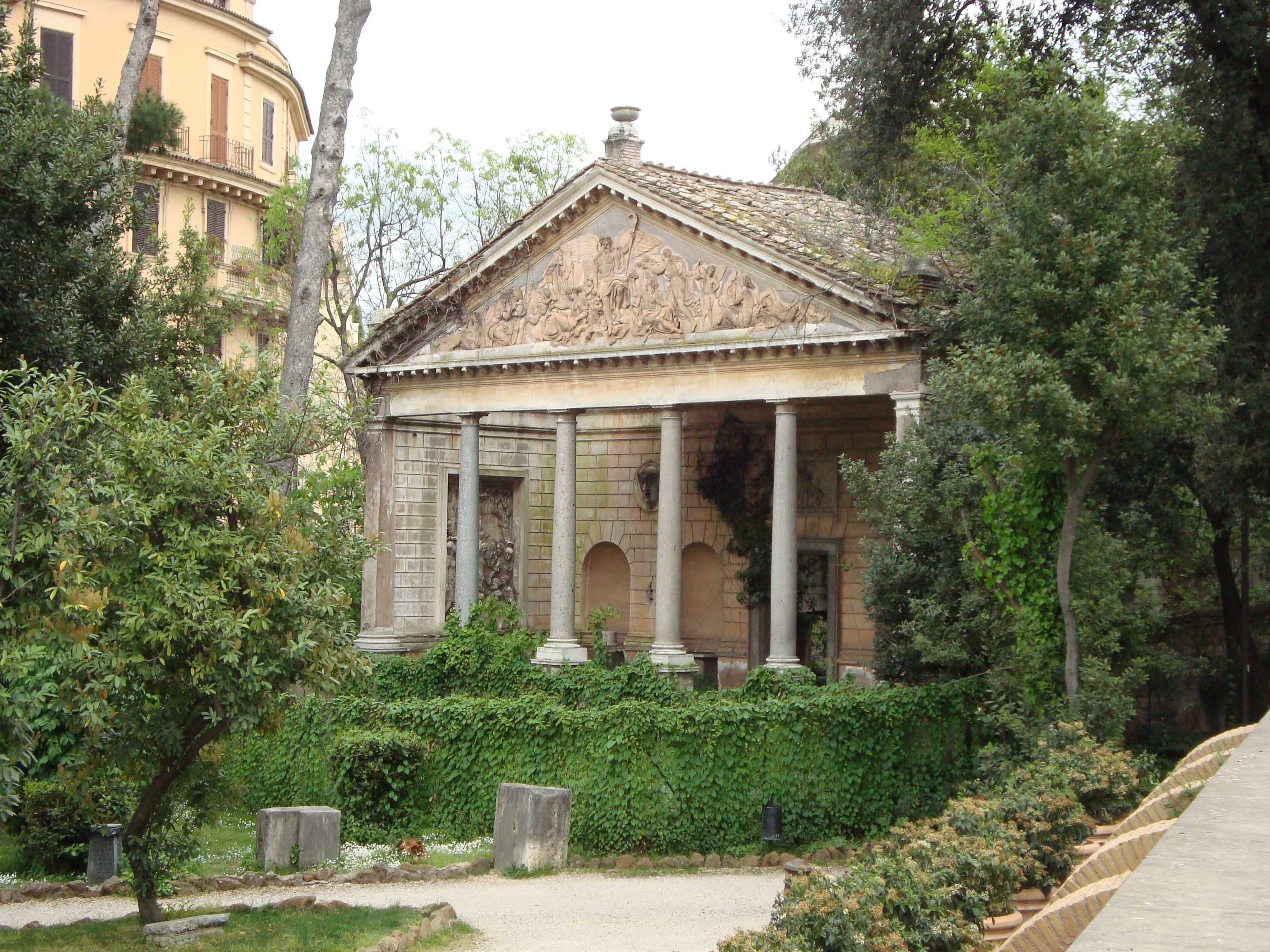
Tempel des Saturn
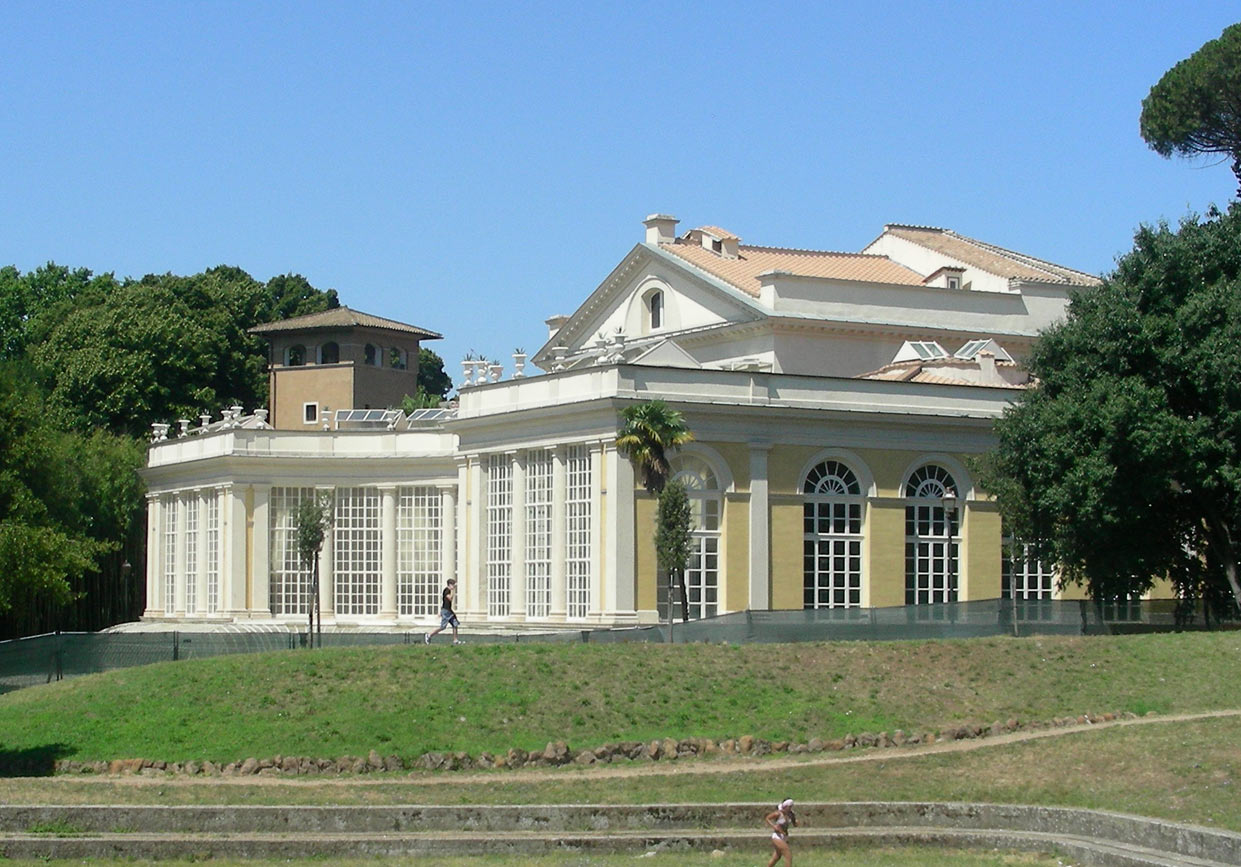
Theater
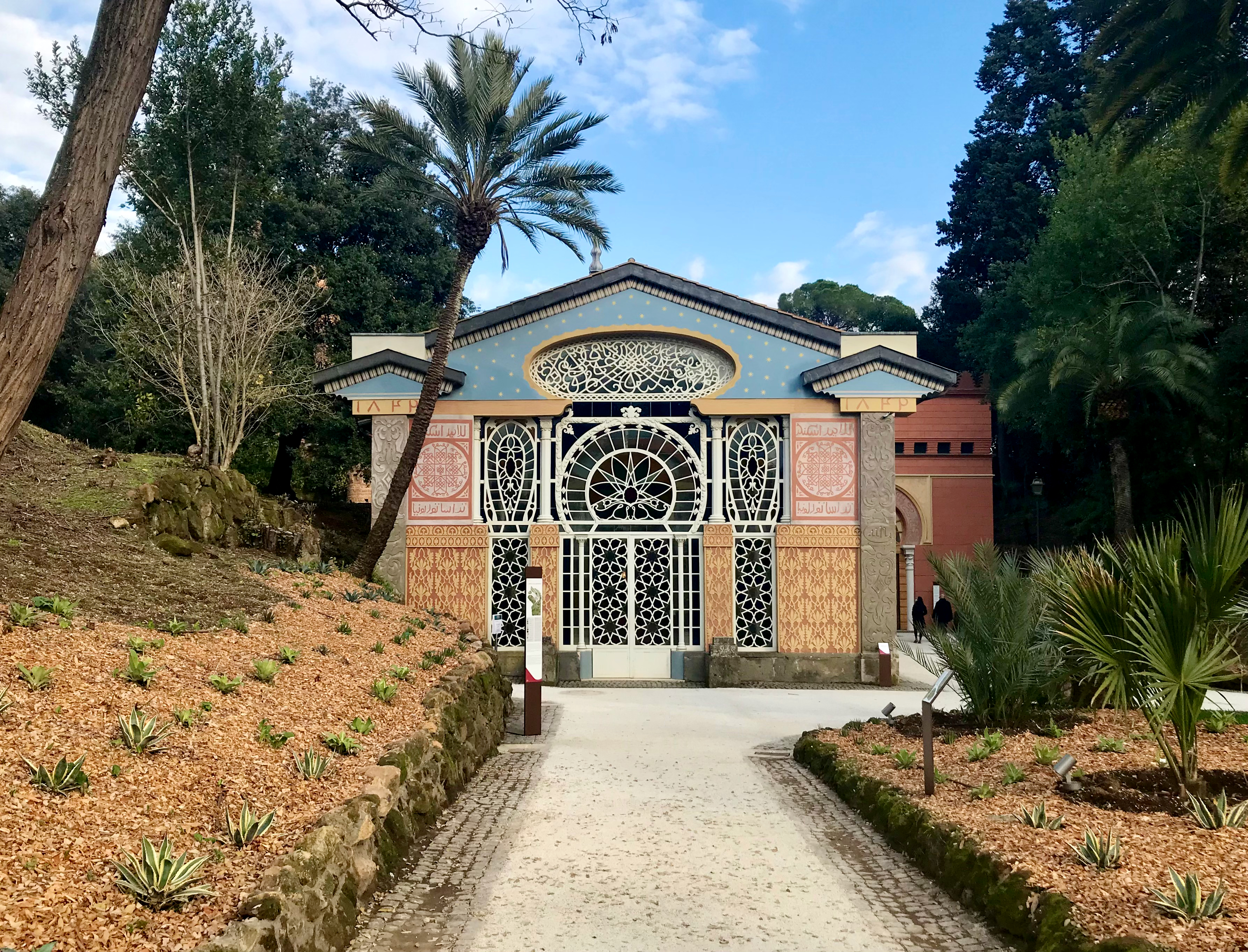
Maurisches Gewächshaus
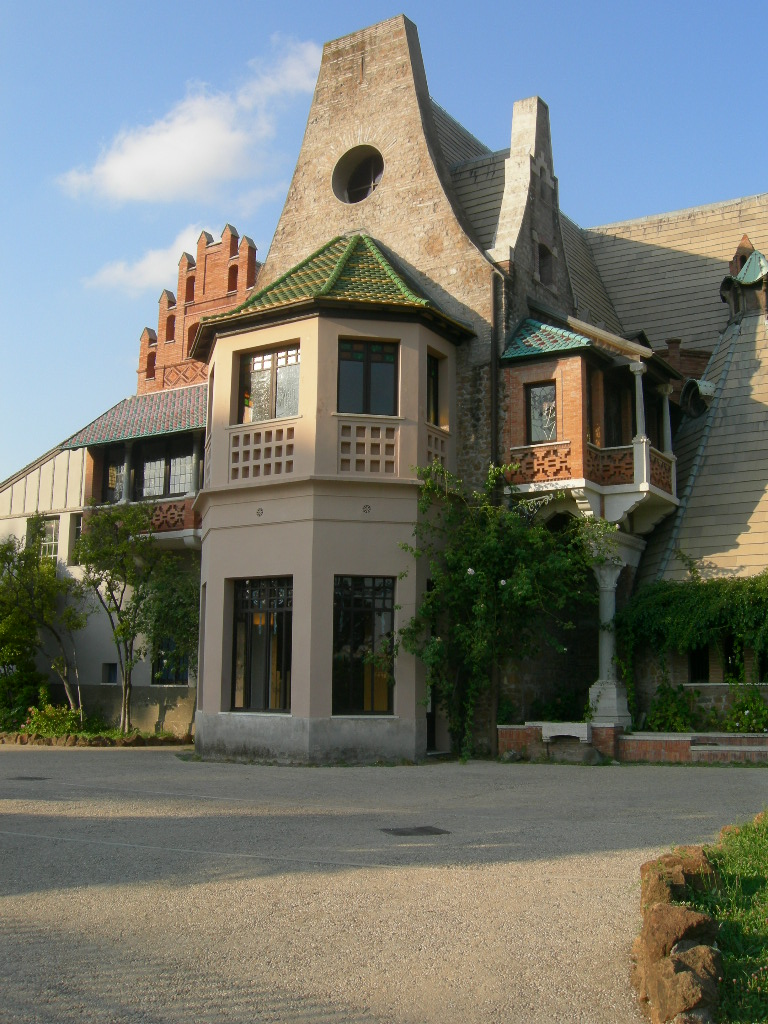
Casina delle civette
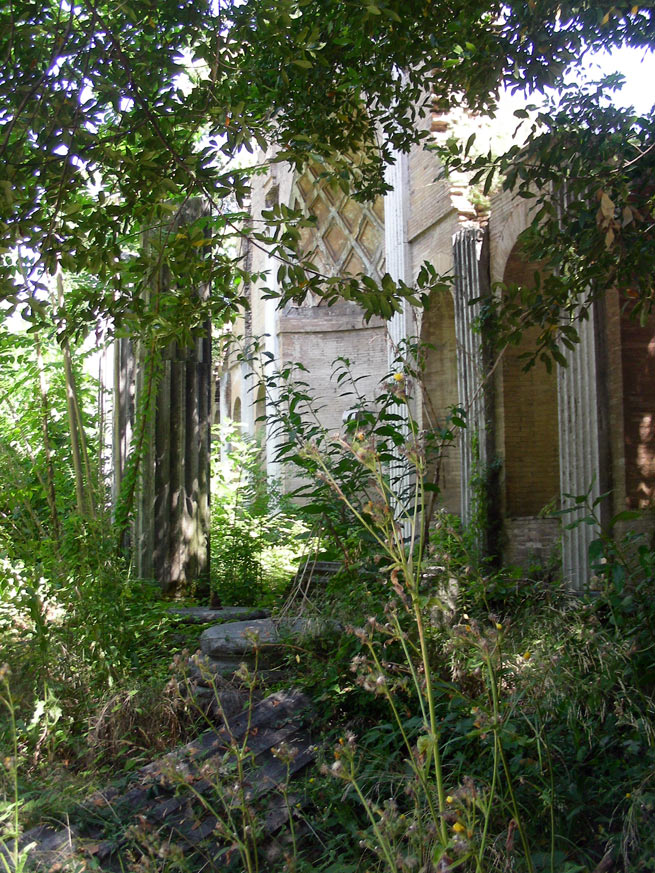
Künstliche Ruinen
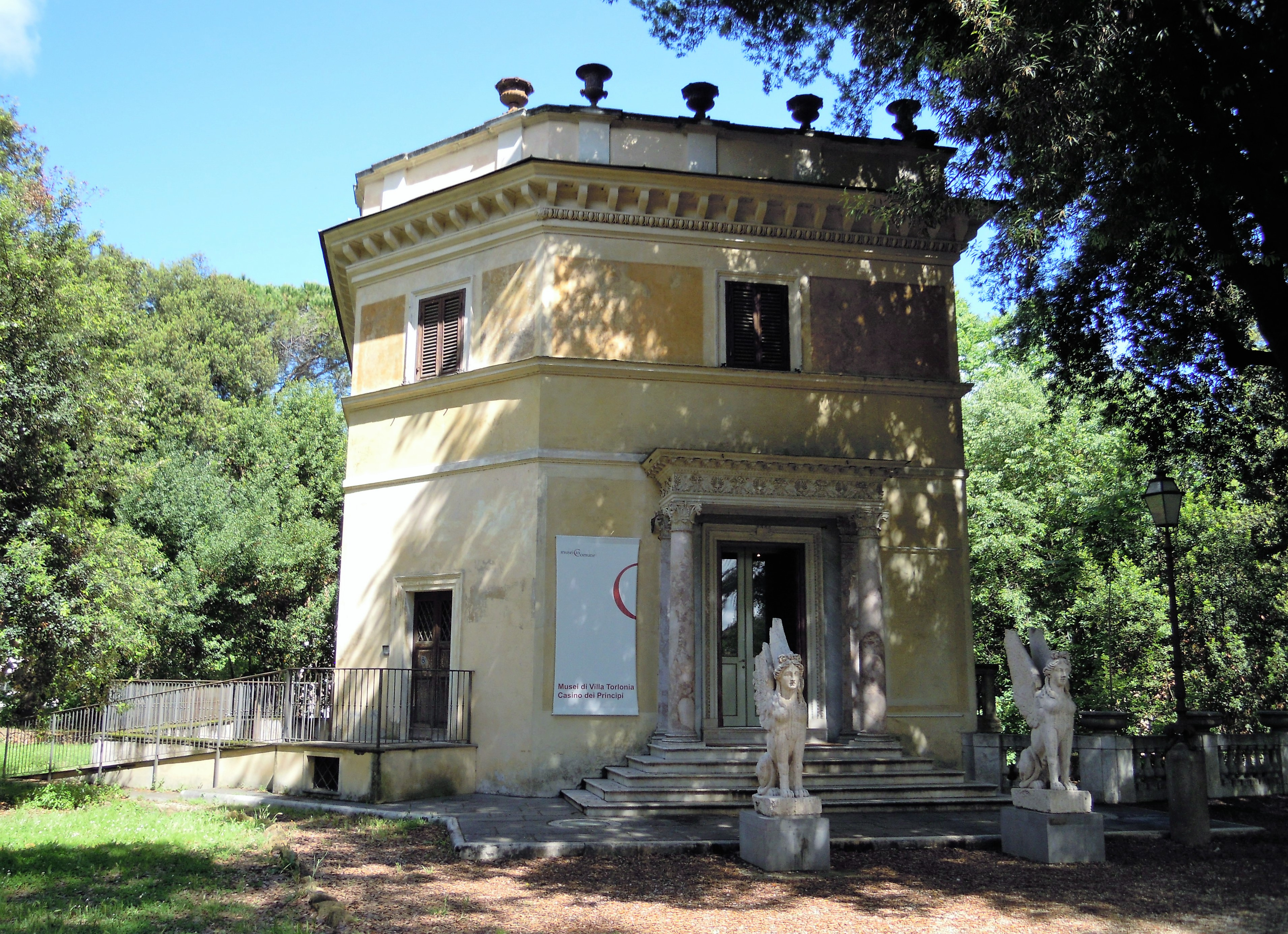
Casino dei principi
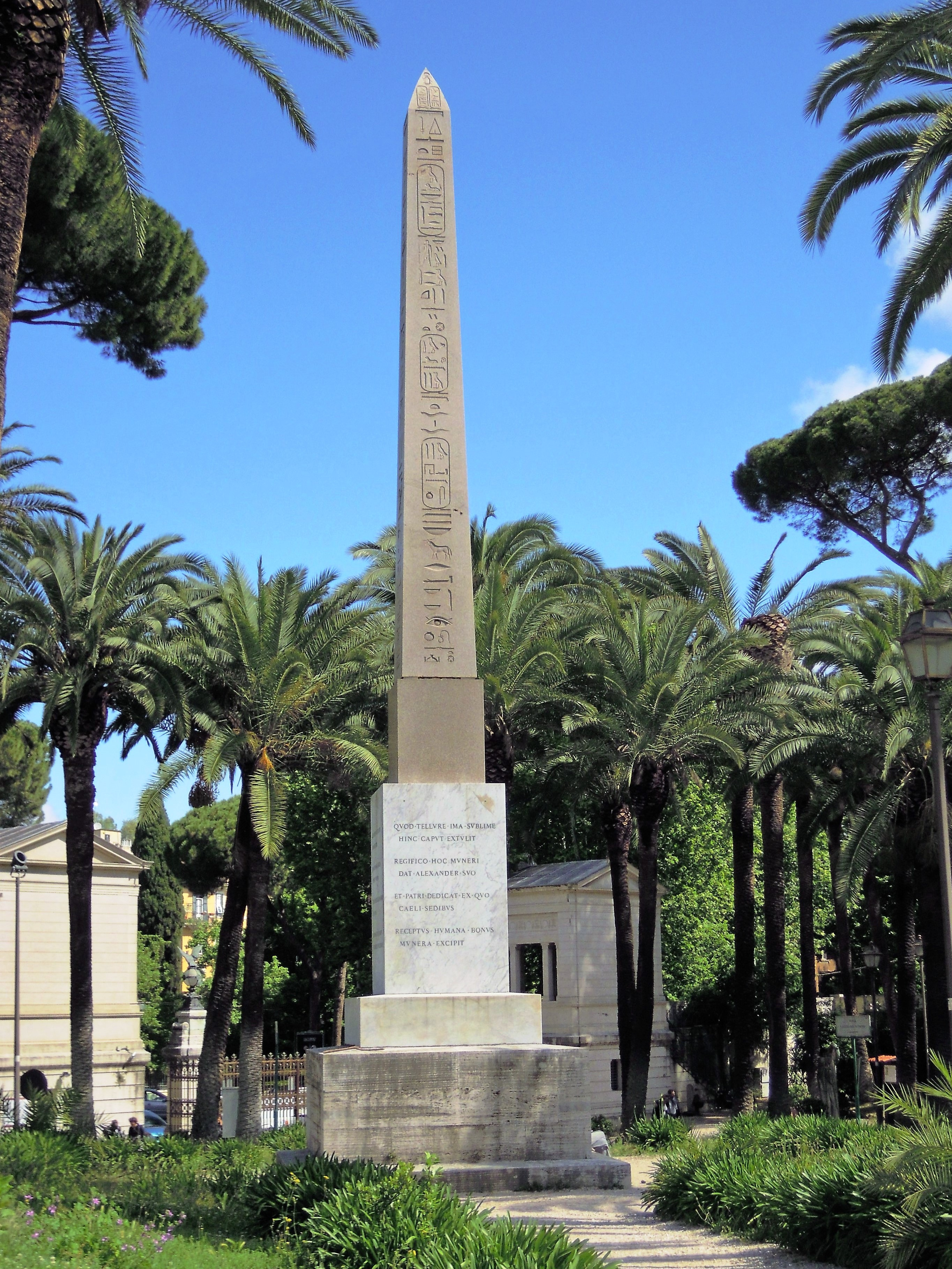
Obelisk

## Katakomben
1919 wurden auf dem Gelände jüdische Katakomben, die  im 2. und 3. Jahrhundert nach Christus oder schon kurz nach der Zeitenwende entstanden sind, entdeckt. Niederländische Wissenschaftler datieren die Katakomben mit Hilfe der  Radiokohlenstoffmethode auf das 1. Jahrhundert. Erhalten sind Fresken und Inschriften.

## Rifugio
Der Luftschutzkeller Mussolinis wurde im Oktober 2014 der Öffentlichkeit vorgestellt. Offiziell wurde der Bunker ab 1942 errichtet. Es handelt sich ursprünglich um den Weinkeller der Villa. Zur Anlage zählen luftdicht schließende Türen, eine Luftfilteranlage, eine Toilette. Genutzt wurde der Bunker von Mussolini nicht.